# Боссу, Венсан
Венса́н Боссу́ (фр. Vincent Bossou; 7 февраля 1986, Кара) — тоголезский футболист, защитник. Выступал за сборную Того.

## Карьера

### Клубная
Начал карьеру футболиста в 2006 году в клубе «Мараната». После успешного сезона 2009, принёсшего его команде победу в чемпионате, перешёл в тунисский клуб «Этуаль дю Сахель». За два месяца в новой команде сыграл лишь в трёх матчах чемпионата Туниса, после чего его контракт был расторгнут, и в марте 2010 года Боссу вернулся в «Маранату». В мае 2011 года тоголезец подписал контракт с клубом V-лиги «Навибанк Сайгон». За оставшуюся часть сезона Боссу успел сыграть в 11 матчах чемпионата и помог сайгонцам завоевать Кубок страны.

### В сборных
Был в заявке сборной Того на Кубке африканских наций 2010, однако команда была снята с турнира. Принял участие в двух поединках отборочного турнира Кубка африканских наций 2012: в 2010 году с Чадом (2:2) и в 2011 году с Малави (0:1).

## Достижения
- Чемпион Того: 2009
- Обладатель Кубка Вьетнама: 2011
- Чемпион Танзании: 2015/16